# 464 (číslo)
Čtyři sta šedesát čtyři je přirozené číslo. Následuje po číslu čtyři sta šedesát tři a předchází číslu čtyři sta šedesát pět. Římskými číslicemi se zapisuje CDLXIV a řeckými číslicemi υξδ.

## Matematika
464 je:
- Abundantní číslo
- Složené číslo
- Šťastné číslo

## Astronomie
- (464) Megaira je planetka hlavního pásu, kterou objevil v roce 1901 Max Wolf

## Roky
- 464
- 464 př. n. l.